# گایا (اسطوره)

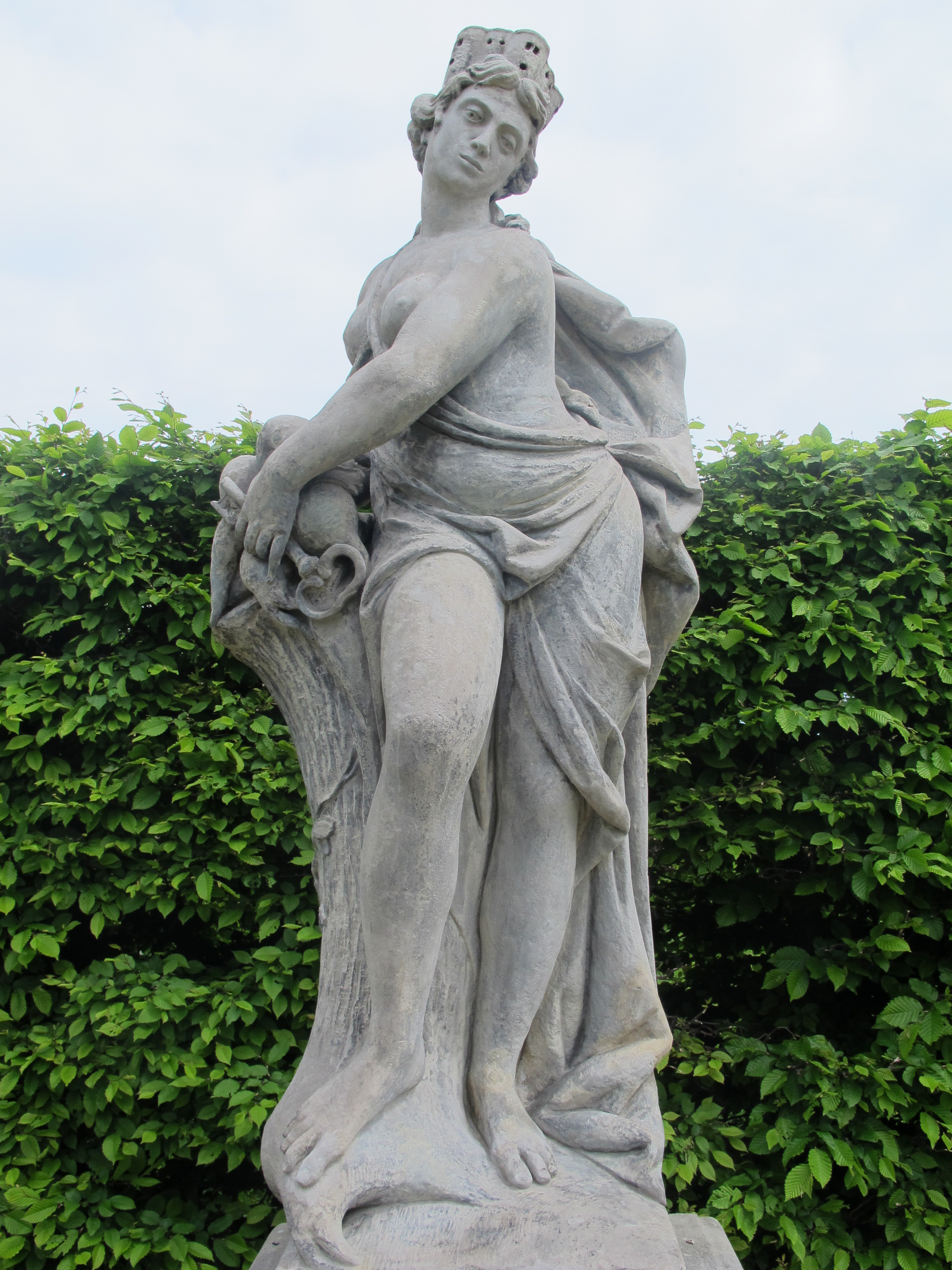

گایا (به یونانی: Γαîα)، (به انگلیسی: Gaia) در اساطیر یونانی، تجسم شخصیت زمین و یکی از اصلی‌ترین و کهن‌ترین خدایان یونانی است. او یکی از ایزدان نخستین یونان و اولین الهه زمین است. زمین خود نیز در آغاز خدایی بود به نام گه یا گایا این خدا مادری شکیبا و بخشنده به‌شمار می‌رفت. گایا در واقع خودِ زمین است. همیشه از طبیعت به عنوان جنس مؤنث یاد می‌شود. 
در اسطورهٔ آفرینش یونانی چنان‌که هزیود روایت می‌کند، گایا از خائوس (خلأ و آشفتگی ازلی پیش از آفرینش) برآمد. او نه‌تنها الهه مادر یونان کهن بود بلکه طبق بسیاری از روایات او اولین موجودی بود که از دل خائوس به وجود آمد. گایا، اورانوس (بهشت یا آسمان) را زاد. اورانوس فرمانروای برتر جهان گردید و تحت تأثیر اروس با گایا ازدواج کرد و بر اثر هم آغوشی با گایا، او (زمین) حامله شد. او قابل قیاس با ترا در اساطیر رم باستان است.
هنگامی که زئوس به قدرت رسید تصمیم گرفت قدرت و اختیارات کرونوس را به اختیار خود درآورد؛ بنابراین با متیس مشورت کرد و به راهنمایی او معجونی به کرونوس خوراند که وی تمام فرزندان خود را بلعیده بود مجدداً به دنیا آورد. زئوس به کمک برادرانش و خواهرانش که مجدداً به دنیا آمده بودند، بر کرونوس و تیتان‌ها حمله برد و بالاخره پس از ده سال جنگ، زئوس و خدایان المپی فائق شده تیتان‌ها رااز آسمان طرد کردند. زئوس برای رسیدن به این پیروزی با کمک گایا، سیکلوپ‌ها و سایر موجودات عجیب را که کرونوس در تارتاروس زندانی کرده بود، آزاد ساخت. به این ترتیب که campe نگهبان آن‌ها را کشت.
دمتر الهه حاصلخیزی زمین و از دومین خاندان خدایان المپی می‌باشد. وی دختر کرونوس، رئا و دومین اولاد آن‌ها است، وی بعد از هرا و همزمان با هستیا به‌دنیا آمد. وی که شخصیتی در عین حال، افسانه‌ایی و مذهبی داشت نباید با گایا عنصر اولیه‌ایی که خدایان از آن به وجود آمدند اشتباه شود. 
هنگامی که متیس آبستن بود، گایا و اورانوس به زئوس خبر دادند که از او فرزندی متولد خواهد شد که او را از سلطنت محروم خواهد کرد؛ بنابراین زئوس، به راهنمایی گایا، متیس را بلعید و پس از چندی آتنا را به دنیا آورد.
معادل او در اساطیر رومی تلوس یا ترا بود. 

## تولد زمین
به نظر آریستوفان شب، زمین _هوا و آسمان وجود نداشتند ولی از بطن «ارب» جهش نطفه «اروس» خدای عشق یونانی‌ها به‌وجود آمد. در قدیمی‌ترین تئوگنی که نسب خدایان است اروس یا آسور همزمان با زمین مستقیماً از کائو تولد یافت و بیضه ایکه شب به‌وجود آورد و چون دو نیمه آن قابل تقسیم نبودند قسمتی «زمین» و سرپوش آن «آسمان» را تشکیل داد.

## سیب‌های زرین هسپریدس
هنگام وصلت هرا با زئوس، گایا مقداری سیب زرین، به عنوان هدیه عروسی، به وی تقدیم داشت. این سیب‌ها به نظر هرا، چنان زیبا جلوه کردند که وی آن‌ها را در باغ خود، نزدیک کوهستان اطلس کاشت و دختران اطلس عادت داشتند که به آن باغ آمده و میوه‌های آن را به یغما ببرند. 
محافظت از این درخت‌ها به عهدهٔ لادون، اژدهایی که یکصد سر داشت و از تایفون و اکیدنا به دنیا آمده و جاودانی بود، گذاشته شد. هرا سه الههٔ شب را نیز به مراقبت آن باغ گماشت و آنقدر هرا از آن‌ها خوشش آمد که آن‌ها را در باغ کنار خود ocean کاشت.

## اورانوس و تارتاروس
گایا با فرزند خود اورانوس همبستر شد و ۱۲ فرزند به دنیا آورد. اورانوس از همهٔ فرزندان خود متنفر بود و از آن‌ها می‌ترسید. وی آن‌ها را در تارتاروس (دوزخ) زندانی می‌کرد. تارتاروس شکافی ژرف در زمین و محلی مرطوب و تاریک بوده‌است و این عمیق‌ترین نقطه‌ای بود که هادس فرمانروای مردگان و دنیای زیرزمین و فرزند کرونوس و رئا در آنجا حکومت می‌کرد. 
گایا خشمگین شد و به فرزندانش اصرار کرد علیه اورانوس قیام کنند؛ ولی فقط کرونوس تیتان‌، قبول کرد.
گایا داسی به او داد و نزدیک تخت خوابش او را پنهان کرد؛ وقتی اورانوس نزدیک گایا آمد. کرونوس به او حمله کرد و عقیمش کرد، عضو تناسلی‌اش قطعه قطعه شده و او را در دریا افکند. 
از قطرات خونی که از گایا افتاد؛ گیگانت‌ها (غول‌ها)، ارینی‌ها (ایزدان خشم) و پریان زاده شدند. از کفِ برآمده از اندام بریده شدهٔ اورانوس که بر دریا افتاد، الههٔ عشق و زیبایی آفرودیته زاده شد. اورانوس، گایا و کرونوس شخصیت‌های برجسته‌ای در اساطیر یونانی نبودند و در آیین‌های مذهبی یونانی هرگز نقشی نداشته‌اند.

## انتقام گایا
اورانوس و گایا از علت نفرت کرونوس از فرزندان خود سخن می‌گویند و رئا را بر آن می‌دارند تا برای هستی یافتن حوری‌ها یا فرشتگان انتقام از خون کرونوس، زئوس در جایی دور از دسترس کرونوس بزاید. گایا که از شکست و تنبیه تیتان ناخشنود است با گسستن بیعت با زئوس به انتقام‌جویی از وی می‌پردازد. 
گایا، زئوس را نزد هرامتهم و هرا برد و از کرونوس جویای وسیله‌ای برای انتقام شد و کرونوس دو بیضه را که به تخمه وی آغشته بود در اختیار گایا نهاد. گایا این بیضه‌هارا زیر خاک مدفون ساخت و از آن‌ها موجودی که در مسیر اسطوره جانشینی یارای خلع زئوس را داشت یعنی تیفون پدیدآمد.
تیفون Typhon یا تیفوئوس Typhoeus کوچک‌ترین پسر گایا، مار_مردی غول آسا بود که می‌توانست جانشین زئوس شود. یادآوری می‌کنیم که پسران و دختران اورانوس و گایا در آسمان‌ها زندگی می‌کردند و شش پسر به نام تیتان، اوسئان، کوئوس، کریوس، هی پریون، ژاپت، کرونوس و شش دختر بنام تیتان، ته تیس، ته ئی آ، تمیس، نماسینی، فوبه و رئا بودند.

## خانواده

### فرزندان گایا
از همسری زمین و آسمان دو دختر بنام سی بل و تمیس به‌وجود آمدند. تی تان و ساتورن برادر بودند اما چون تیتان برادر بزرگتر بود داعیه حکومت جهان را داشت ولی زمین مادر آن‌ها برای ساتورن برتری قائل بود و نتیجه آن شد این که هرگز در خانواده فرزند دیگری به وجود نیاید تا روزی حکومت به تیتان برسد و ساتورن این پیشنهاد را پذیرفت و تمام فرزندان ذکور خود را بلعید. آنته، یکی از ژتان‌ها و پسر پوسایدن و گایا می‌باشد. وی در لیبی به سر می‌برد و همهٔ مسافران را مجبور می‌کرد که با او کشتی بگیرند و پس از آنکه آن‌ها را شکست داده و می‌کشت، از بقایای اموال آن‌ها، معبد پدر خود را زینت می‌کرد. آنته، مادام که با مادر خود تماس داشت یعنی مادام که روی زمین، گایا بود شکست‌ناپذیر بود، ولی هراکلس، هنگام عبور از لیبی، یعنی موقعی که در جستجوی سیب‌های زرین بود، با او کشتی گرفته و او را بر سر از زمین برداشت و خفه کرد. فرزندان آن دو شامل تیتان‌ها بودند. ۶ پسر و ۶ دختر داشتند. تلوس در رم، تجسم_"مادر زمین" بود. وی را گاهی با نام terramater که با گایا و رب‌النوع هلنی، تطبیق می‌شد، ستایش می‌کردند. تلوس افسانه‌ای مخصوص به خود نداشت. در افسانه‌ها گاهی وی مقام گایا را داشت.گایا اولین نسل از سیکلوپ‌ها (غول‌های یک چشم) و فرزندی ۱۰۰ دست به نام هکاتونکایر را به‌وجود آورد.